# Chronik der laufenden Ereignisse
Die Chronik der laufenden Ereignisse (russisch Хроника текущих событий, Chronika tekuschtschich sobyti, wiss. Transliteration Chronika tekuščich sobytij) war eine der am längsten erscheinenden Samisdat-Zeitschriften der post-stalinschen UdSSR. Die inoffizielle Publikation berichtete über Verletzungen von Bürgerrechten und Rechtsstaatlichkeit durch die Sowjetregierung und Reaktionen auf diese Verletzungen durch Bürger in der gesamten Sowjetunion. Trotz andauernder Repressionen durch die sowjetischen Behörden wurden zwischen April 1968 und August 1983 mehr als sechzig Ausgaben der Chronik zusammengestellt und in Umlauf gebracht. Die Zeitschrift wurde im Inland und Ausland eine zentrale Stimme der sowjetischen Bürger- und Menschenrechtsbewegung.

## Übersicht
Die Chronik der laufenden Ereignisse wurde von Mitgliedern der literarischen und wissenschaftlichen Intelligenzija Moskaus erstellt. Ihre Herausgeber und Mitarbeiter waren besonders von der Unterdrückung des Prager Frühlings durch den Einmarsch der Warschauer-Pakt-Staaten in die ČSSR im August 1968 bewegt. Diesem Ereignis war die dritte Ausgabe der Zeitschrift und viele nachfolgende Berichte und Einträge der Kategorie „Samisdat-Neuigkeiten“ gewidmet.
Die Chronik orientierte sich an thematisch enger gefassten inoffiziellen Publikationen, den Informationsbulletins von verfolgten Baptisten und Krimtataren. Im Gegensatz zu diesen berichtete die Chronik über weitere Verletzungen von Bürgerrechten und Rechtsstaatlichkeit durch die Sowjetregierung und Reaktionen auf diese Verletzungen durch Bürger in der gesamten Sowjetunion. Mit der Zeit wurde die Berichterstattung der Chronik auf fast alle Nationen, konfessionellen und ethnischen Gruppen der UdSSR ausgedehnt, mit Ausnahme des Islam und der zentralasiatischen Republiken.

„Ich halte das dreizehnjährige Bestehen der Chronik für ein wahres Wunder, und ich halte sie auch für einen Ausdruck des Geistes und der moralischen Stärke der Menschenrechtsbewegung in der UdSSR. Der Hass der Behörden auf die Chronik, der sich in unzähligen Verfolgungshandlungen manifestiert, bestätigt diese Einschätzung nur.“

Die erste Redakteurin und Schreibkraft der Chronik war Lyrikerin und Übersetzerin Natalja Gorbanewskaja. Sie war maßgeblich an der Publikation beteiligt und für die Einführung der regelmäßigen Rubrik „Samisdat-Neuigkeiten“ verantwortlich. Als Teilnehmerin an einer Demonstration auf dem Roten Platz 1968 gegen den Einmarsch von Truppen in die Tschechoslowakei wurde sie damals und später zu einer psychiatrischen Untersuchung gezwungen. 1970 wurde sie vor Gericht gestellt, verurteilt und in die psychiatrische Spezialklinik in Kasan eingewiesen, aus der sie 1972 entlassen wurde.
Andere traten an die Stelle von Gorbanewskaja (siehe Abschnitt Herausgeber) und waren ihrerseits wiederum verschiedenen Formen von Repressionen und Einschüchterungen ausgesetzt. Dieses Muster wiederholte sich in den nächsten Jahren mehrmals.
In den 15 Jahren ihres Bestehens zwischen April 1968 und August 1983 wurden mehr als sechzig Ausgaben der Chronik zusammengestellt und in Umlauf gebracht. Eine Ausgabe (Nr. 59, November 1980) wurde vom KGB beschlagnahmt. Die letzte Ausgabe (Nr. 64, Juni 1982) wurde erst Ende August des folgenden Jahres in Umlauf gebracht. Material wurde bis zum 31. Dezember 1982 gesammelt und überprüft, aber die Ausgabe Nr. 65 kam nie in Umlauf.
Die Chronik deckte 424 politische Prozesse ab, in denen 753 Personen verurteilt wurden. Kein einziger der Angeklagten wurde freigesprochen. Darüber hinaus wurden 164 Personen für unzurechnungsfähig erklärt und für unbestimmte Zeit zur Zwangsbehandlung in psychiatrische Krankenhäuser geschickt.
Die Zeitschrift wurde Anfang der 1970er Jahre Vorbild für Publikationen in der Ukraine (Ukrainsky visnyk, Ukrainischer Bote, 1970–1975) und in Litauen (Chronik der Litauischen Katholischen Kirche, 1972–1989). Heute gilt die Chronik der laufenden Ereignisse als zentrale Stimme der sowjetischen Bürger- und Menschenrechtsbewegung.

## Ursprünge – Hintergrund der ersten Ausgabe
Mitte der 1960er Jahre sahen sich kritisch gesinnte Erwachsene und Jugendliche in Moskau (später bekannt als Dissidenten) mit einer wachsenden Menge von Informationen über  in der Sowjetunion stattfindende politische Repressionen konfrontiert. So berichteten beispielsweise die 1966 verurteilten und inhaftierten Schriftsteller Juli Daniel und Andrej Sinyawskij in Briefen aus den Gefangenenlagern von einer weitaus größeren Anzahl politischer Gefangener, als sie und andere zuvor geglaubt hatten.:147
Für den Kreis der künftigen Herausgeber wurde dieses Bild durch Anatoli Marchenkos Mein Zeugnis verstärkt, einen bahnbrechenden Text, der seit Dezember 1967 im Samisdat in Umlauf war. Martschenko lieferte einen detaillierten Bericht über seine Zeit in Arbeitslagern und sowjetischen Gefängnissen (1960–1965) und beschrieb die dortigen Bedingungen.:58 Durch weitere Kontakte und Freunde, manchmal während Gefängnis- oder Lagerbesuchen, begannen ältere und jüngere Generationen in Moskau von den repressiven Maßnahmen zu erfahren, die in der Ukraine und in den russischen Provinzen angewendet wurden.
Diese Zunahme des inoffiziellen, alternativen und unzensierten Informationsflusses veranlasste eine Gruppe, der die Dichterin und Übersetzerin Natalja Gorbanewskaja, der Schriftsteller Ilja Gabay und der Physiker Pawel Litwinow angehörten, die Organisation eines regelmäßigen Informationsbulletins in Erwägung zu ziehen. Anstatt den früheren Samisdat-Genres zu folgen – wie dem literarischen Almanach (z. B. Phönix, Syntaxis) oder Sammlungen, die einen einzelnen Prozess dokumentieren (z. B. das von Aleksander Ginsburg verfasste Weißbuch) –, sollte die neue Zeitschrift den stetigen Informationsfluss durch die Verbreitung regelmäßiger Berichte und Updates über Durchsuchungen, Verhaftungen, Prozesse, Zustände in Gefängnissen und Lagern und außergerichtliche Maßnahmen gegen Proteste und Meinungsverschiedenheiten verarbeiten – zumindest für die Dauer des Jahres 1968. In diesem Jahr wurde der 20. Jahrestag der UN-Menschenrechtserklärung begangen, und die Nummern 1–5 tragen den Titel Jahr der Menschenrechte in der Sowjetunion: bis 1969 war die Chronik der laufenden Ereignisse lediglich der Untertitel der Zeitschrift.
Ein Prototyp für solche Periodika existierte bereits in Zeitschriften von unterdrückten Gruppen, die inoffiziell im Samisdat zirkulierten, wie etwa eine seit 1965 erscheinende baptistische Zeitschrift. Ein Beispiel für die erste Redaktionsgruppe der Chronik war das 1964 gegründete Informationsbulletin der Krimtataren.:44:285 Im Gegensatz zu diesen auf ein Anliegen fokussierten Zeitschriften, die hauptsächlich in ihren jeweiligen Gruppen zirkulierten, zielten die Herausgeber und Mitarbeiter der Chronik darauf ab, ein breiteres Spektrum politischer Repression abzudecken und ein breiteres Publikum anzusprechen.
Ein Wendepunkt für die junge Dissidentenbewegung kam 1967, als Juri Galanskow, Alexander Dobrowolski und Vera Laschkowa in Moskau wegen ihrer Herausgeberschaft von Samisdat-Magazinen verhaftet wurden. Zum gleichen Zeitpunkt wurde Autor Alexander Ginsburg wegen der Zusammenarbeit mit Galanskow am Weißbuch festgenommen, einem Dokumentenband über den Prozess gegen die Schriftsteller Andrej Sinyawskij und Juli Daniel. Der Prozess von Galanskow und Ginzburg, der bis Januar 1968 aufgeschoben wurde, und die öffentlichen Proteste vor und nach der Verurteilung der Angeklagten bildeten das Hauptthema der ersten Ausgabe der Chronik, die im Juni 1968 in Moskau in Umlauf gebracht wurde. In Ausgabe Nr. 1 wurden die repressiven Maßnahmen der Behörden gegen Einzelpersonen beschrieben, die zahlreichen Petitionen und offenen Briefe mit Kritik am Prozess unterschrieben hatten.

## Publikationsprozess und Legalität

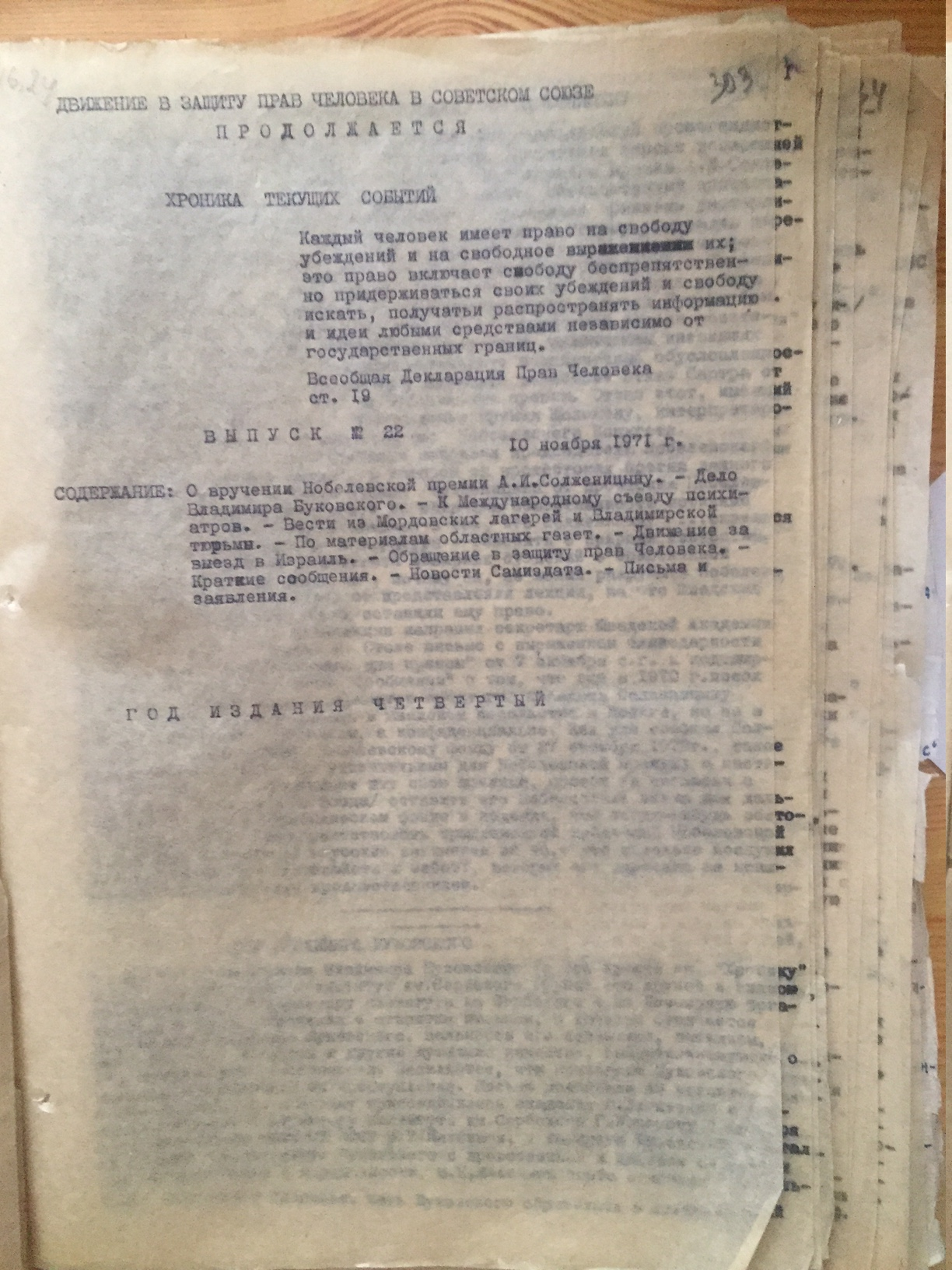
Ausgabe 22, datiert 10. November 1971

### Publikationsprozess
Die Chronik wurde von anonymen Redakteuren in Moskau zusammengestellt, die sich auf ein Netz von Informanten in der gesamten Sowjetunion stützten. In trockenem und bündigen Stil informierte die Zeitschrift über außergerichtliche Schikanierung und Verfolgung, Verhaftungen und Prozesse derjenigen, die sich dem Regime aufgrund der Verweigerung ihrer Rechte widersetzten. Darüber hinaus enthielt sie Berichte über ihre anschließende Behandlung und Zustände in Gefängnissen, Arbeitslagern und psychiatrischen Anstalten.
Die Zeitschrift bediente sich gängiger Techniken des Samisdat, für den maschinengeschriebene Texte von den Empfängern neu getippt und diese Kopien im Schneeball-System weitergegeben wurden. Eine anfängliche „Auflagenhöhe“ von 10 bis 12 Exemplaren (auch bekannt als nulevaya zakladka, „Auflage Nummer null“) verbreitete sich so im ganzen Land in Hunderten von auf Schreibmaschinen getippten Exemplaren.
Die Autoren ermutigten die Leser, die gleichen Verbreitungskanäle zu nutzen, um Rückmeldungen und lokale Informationen zu senden: „Sagen Sie es einfach der Person, von der Sie die Chronik erhalten haben, und diese wird es der Person sagen, von der sie die Chronik erhalten hat, und so weiter“. Dieser Rat kam mit einer Warnung: „Versuchen Sie aber nicht, die gesamte Kommunikationskette selbst zurückzuverfolgen, sonst werden Sie für einen Informanten gehalten.“
Das Datum jeder Ausgabe entsprach dem Informationsstand, den sie enthielt, und nicht dem Zeitpunkt, an dem sie in Moskau erstmals in Umlauf gebracht oder „veröffentlicht“ wurde. Als der Umfang der folgenden Ausgaben zunahm und die sowjetischen Behörden ihre weitere Verbreitung immer stärker störten, vergrößerte sich die Lücke zwischen diesen beiden Zeitpunkten von einigen Monaten auf viele. So enthielt Ausgabe 63 ganze 230 Schreibmaschinenseiten, und obwohl sie das Datum 31. Dezember 1981 trug, erschien sie in Moskau erst im März 1983.

### Legalität und Verfassung
Die Herausgeber betonten, dass die Zeitschrift ihrer Auffassung nach gemäß der geltenden sowjetischen Verfassung von 1936 keine illegale Veröffentlichung war:

„Die Chronik ist in keiner Weise eine illegale Publikation, und die schwierigen Bedingungen, unter denen sie herausgegeben wird, werden durch die eigentümlichen Vorstellungen von Recht und Informationsfreiheit geschaffen, die sich im Laufe langer Jahre in bestimmten sowjetischen Organisationen durchgesetzt haben. Aus diesem Grund kann die Chronik  nicht, wie jede andere Zeitschrift, auf der letzten Seite ihre Postanschrift angeben.“

Die Behörden sahen dies anders, wie aus der Liste der Personen hervorgeht, die ihrerseits bei der Herstellung und Verbreitung der Zeitschrift schikaniert, inhaftiert und zu Gefängnisstrafen verurteilt wurden (siehe Abschnitt Herausgeber). Einige wurden zu Lagerstrafen verurteilt, so Sergej Kowaljow, Alexander Lavut, Tatjana Welikanowa und Jurij Schichanowitsch; einige wurden in psychiatrische Gefängnisse eingewiesen, so Natalja Gorbanewskaja. Andere wurden zum Verlassen des Landes gedrängt, so Anatoli Jakobson und Tatjana Chodorowitsch.

## Publikationsgeschichte

### Anfänge: Ausgaben 1–27 (1968–72)
Zu Jubiläum der Allgemeinen Erklärung der Menschenrechte erklärten die Vereinten Nationen 1968 zum „Internationalen Jahr der Menschenrechte“. Im April stellte Natalja Gorbanewskaja die erste Ausgabe der Chronik der laufenden Ereignisse zusammen. Ihr Titelblatt (datiert 30. April 1968) trug den Titel: „Internationales Jahr der Menschenrechte in der Sowjetunion“ und zitierte, wie jede weitere Ausgabe der Chronik, den Text von Artikel 19 der Allgemeinen Erklärung der Menschenrechte von 1948:

„Jeder hat das Recht auf Meinungsfreiheit und freie Meinungsäußerung; dieses Recht schließt die Freiheit ein, Meinungen ungehindert anzuhängen sowie über Medien jeder Art und ohne Rücksicht auf Grenzen Informationen und Gedankengut zu suchen, zu empfangen und zu verbreiten.“

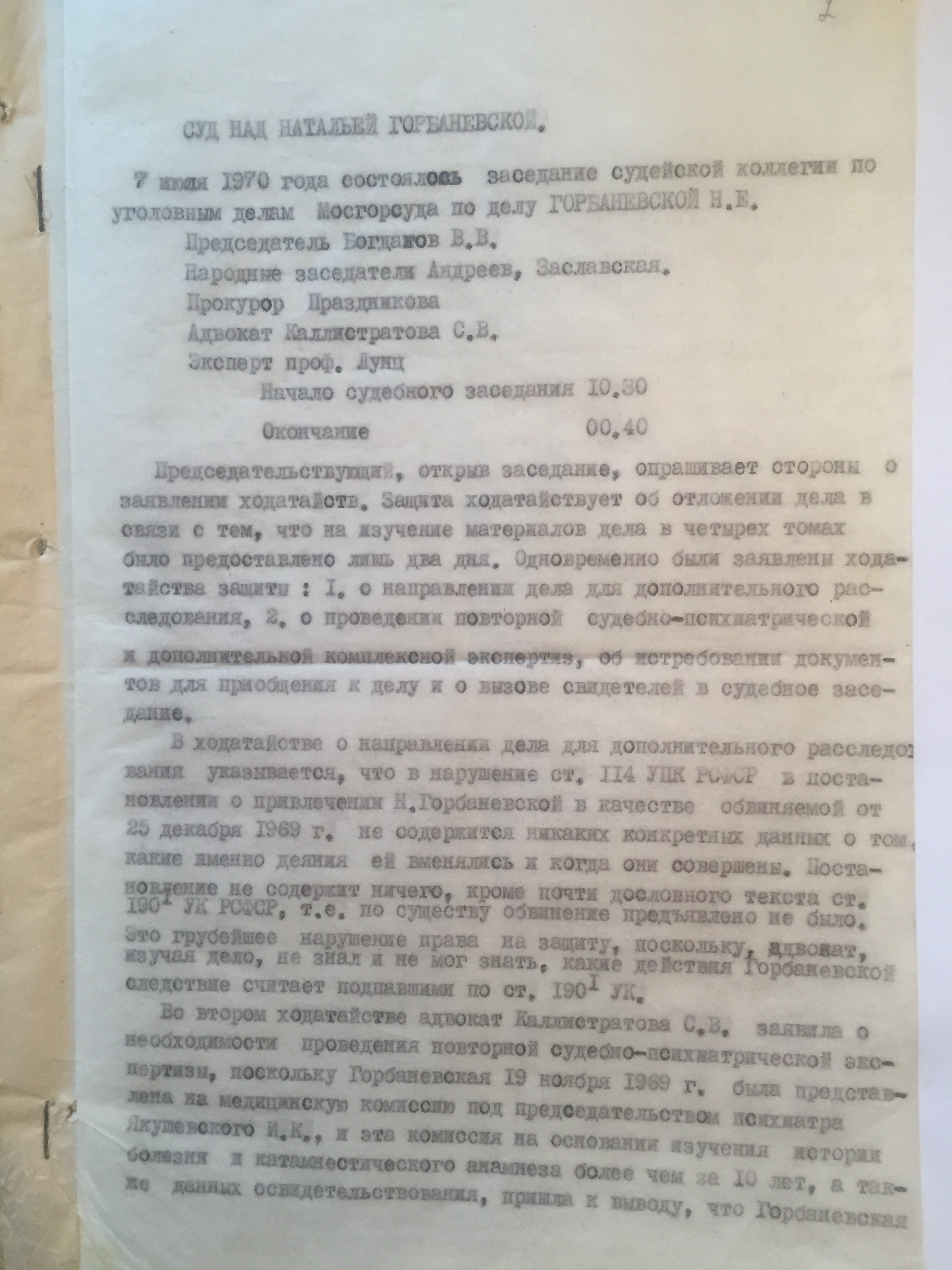
Bericht über den Prozess gegen Natalja Gorbanewskaya, Ausgabe 15 (31. August 1970)

Die Ausgabe berichtete über den Prozess gegen die Sozialchristliche Union in Leningrad und enthielt bereits Informationen aus den Arbeitslagern. Der Schwerpunkt lag jedoch auf dem Prozess gegen die Schriftsteller Juri Galanskow und Alexander Ginzburg in Moskau.:84
Als erste Verfasserin der Chronik und ihre Schreibkraft produzierte Natalja Gorbanewskaja das Exemplar der „Auflage Nummer Null“ auf Grundlage von Informationen ihrer Freunde in Moskau mit einer Schreibmaschine, die sie auf dem  grauen Markt gekauft hatte. Sie fertigte sechs Exemplare an, die dann heimlich an Freunde verteilt wurden, die mit Kohlepapier weitere Durchschläge auf ihren eigenen Schreibmaschinen anfertigten und diese wiederum an Freunde und vertrauenswürdige Bekannte weitergaben.
Gorbanewskaja wurde am 24. Dezember 1969 während der Erstellung der Ausgabe 11 verhaftet. Es gelang ihr, die Quellpapiere, deren Handschrift andere Autoren hätte identifizieren können, in ihrem Schreibtisch zu verstecken, und verbarg weitere Notzen in ihrem Mantel. Der KGB übersah diese beiden Verstecke. Ausgabe 11 wurde planmäßig herausgegeben und enthielt einen Bericht über Gorbanewskajas Verhaftung. Sie wurde freigelassen, aber 1970 erneut verhaftet und vor Gericht gestellt. Mit der Diagnose, an Schizophrenie zu leiden, wurde Gorbanewskaja bis Februar 1972 in einem sowjetischen psychiatrischen Gefängnis festgehalten. Schließlich wurde ihr gestattet, nach Moskau zurückzukehren. Sie emigrierte 1975 nach Frankreich.
Nach der Verhaftung von Gorbanewskaja wurde ihre Arbeit vom Literaturkritiker Anatoli Jakobson übernommen. Er sammelte das Material für die Chronik-Ausgaben 11–27 bis Ende 1972, danach emigrierte er aus der UdSSR.:31

### Unterbrechung: Verfahren Nr. 24 (1972–73)
Ende 1972 wurde die Chronik von dem Biologen Sergej Kowaljow, der Mathematikerin Tatjana Welikanowa und der Linguistin Tatjana Chodorowitsch übernommen. Kowaljow fungierte als Hauptredakteur, während Welikanowa für das Zusammentragen von Material und die Organisation von Wohnungen für Treffen zuständig war und Chodorowitsch als Hauptinformationsleiterin fungierte.:31
Im Juni 1972 hatte der KGB Pjotr Jakir verhaftet, gefolgt von Viktor Krasin im September. In den folgenden Monaten wurden im Rahmen des sogenannten „Verfahrens Nr. 24“ zahlreiche Zeugen vorgeladen und ins Kreuzverhör genommen (z. B. Wladimir Bukowski, der dafür aus dem Wladimir-Gefängnis gebracht wurde). Auf Druck von KGB-General Jaroslaw Karpow erklärten sich Jakir und Krasin bereit, im sowjetischen Fernsehen aufzutreten, ihre früheren Aktivitäten zu widerrufen und ihre Aktivistenkollegen aufzufordern, die Veröffentlichung der Chronik zu stoppen. Sie gaben auch die KGB-Drohung weiter, dass es für jede Ausgabe, die nach diesem Fernsehauftritt veröffentlicht würde, eine Verhaftung geben würde.:31–32
Die Herausgeber der Chronik setzten die Veröffentlichung nach Ausgabe 27 (15. Oktober 1972) aus. Dies verhinderte nicht die Verhaftung von Irina Belogorodskaja im Januar 1973, die gelegentlich beim Abtippen von Manuskripten für die Zeitschrift half. Als Reaktion auf diese neue Situation setzten die Herausgeber der Chronik der Ausgabe 28 (31. Dezember 1972) eine Erklärung voran. In dieser hieß es, dass sie beschlossen hatten, die Veröffentlichung der Chronik wieder aufzunehmen, da sie das KGB-Ultimatum für „unvereinbar“ mit „Gerechtigkeit, Moral und Menschenwürde“ hielten.:32
Nach einigen Diskussionen entschieden sich die an der Herstellung der Zeitschrift Beteiligten, die etablierte Politik der Anonymität der Zeitschrift zu ändern und sich selbst als Verantwortliche für die Zeitschrift zu bekennen. Um die Erpressungstaktik des KGB zu untergraben, beschlossen sie, die drei zurückgehaltenen Ausgaben der Chronik mit einer Erklärung in Umlauf zu bringen, in der sie ihre persönliche Verantwortung für die Verbreitung der Zeitschrift anerkannten: Nr. 28 (31. Dezember 1972), Nr. 29 (31. Juli 1973) und Nr. 30 (31. Dezember 1973). Im Gegensatz zu anderen Gruppen, z. B. der Initiativgruppe zur Verteidigung der Menschenrechte in der UdSSR, hatten frühere Herausgeber der Chronik ihre Namen nie offen mit dem Samisdat-Text in Verbindung gebracht. Mit diesem Schritt hofften Kowaljow, Welikanowa und Chodorowitsch, es für die Behörden schwieriger zu machen, andere zu belasten.
Am 7. Mai 1974 luden sie Auslandskorrespondenten in eine Wohnung zu einer Pressekonferenz ein, auf der sie die Ausgaben Nr. 28, 29 und 30 offen verteilten. Auf der gleichen Veranstaltung verteilten Kowaljow, Welikanowa und Chodorowitsch eine Pressemitteilung. Sie war von allen dreien unterzeichnet und bestand aus einigen kurzen Sätzen:

„Da wir trotz der wiederholten Behauptungen des KGB und der Gerichtsinstanzen der UdSSR nicht der Ansicht sind, dass die Chronik der Laufenden Ereignisse eine illegale oder verleumderische Publikation ist, sehen wir es als unsere Pflicht an, ihr eine möglichst weite Verbreitung zu ermöglichen. Wir halten es für unverzichtbar, dass wahrheitsgemäße Informationen über Verletzungen grundlegender Menschenrechte in der Sowjetunion allen, die daran interessiert sind, zur Verfügung stehen.“

### Wiederaufnahme der Veröffentlichung: Ausgaben 28–65 (1974–82)
Nach den Verhaftungen und Verfolgungen von „Verfahren Nr. 24“ erschien die Chronik der aktuellen Ereignisse weiterhin mehrmals jährlich, wenn auch weniger häufig als zuvor.
Die drei „Verteiler“ der Zeitschrift, die ihre Anonymität aufgegeben hatten, um die Pressekonferenz vom 7. Mai 1974 abzuhalten und die Wiederaufnahme der Veröffentlichung der Chronik anzukündigen, erlitten Repressionen. Sergej Kowaljow wurde im Dezember desselben Jahres verhaftet. Im Jahr 1975 wurde er wegen „antisowjetischer Agitation und Propaganda“ vor Gericht gestellt und zu sieben Jahren Arbeitslager und drei Jahren internem Zwangsexil verurteilt. Tatjana Chodorowitsch wurde zur Emigration gezwungen.  Tatjana Welikanowa wurde 1979 verhaftet und 1980 zu fünf Jahren Arbeitslager und fünf Jahren internem Zwangsexil verurteilt.
Im Februar 1981 wurde Ausgabe Nr. 59 in der letzten Vorbereitungsphase während einer KGB-Durchsuchung der Wohnung von Leonid Vul, einem der mitwirkenden Herausgeber der Chronik, beschlagnahmt. Da die Ausgaben immer umfangreicher wurden und der Druck der Behörden zunahm, könnte das erste Erscheinen der Chronik in Moskau Monate nach ihrem formellen Datum erfolgen, z. B. war die Ausgabe Nr. 63 (31. Dezember 1981) 230 Seiten lang und erschien erst im März 1983. Die letzte Ausgabe der Chronik wurde auf den 31. Dezember 1982 datiert, aber sie wurde nie in der UdSSR in Umlauf gebracht oder im Ausland übersetzt. Nach der Verhaftung von Juri Schichanowitsch am 17. November 1983 wurden alle Versuche, die Herausgabe fortzusetzen, eingestellt. Als verantwortlicher Redakteur hatte er eine wesentliche Rolle bei der Vorbereitung von sechs der letzten Ausgaben der Chronik gespielt.

## Herausgeber der Chronik
Die Umstände, unter denen die Chronik entstand, bedeuteten, dass es keinen Reaktionsausschuss mit den üblichen Funktionen einer offiziell organisierten Zeitschrift geben konnte. Die Chronik ähnelte daher eher einem „System ohne Direktiven und Befehle sowie ohne feste redaktionelle Aufgaben“.:121
Eine Liste derer, die die aufeinanderfolgenden Ausgaben Chronik der laufenden Ereignisse zusammengestellt haben, wurde von der Menschenrechtsorganisation Memorial zusammengestellt und veröffentlicht. Die Liste beinhaltet sowohl die für die Endfassung jeder Ausgabe tätigen Hauptredakteure (Begriffswahl in Ermangelung eines besseren Begriffs), als auch die Redakteure, die bestimmte Abschnitte beaufsichtigten, die darin enthaltenen Informationen überprüften oder das Exemplar der „Auflage Nummer Null“ tippten (als mitwirkende Redakteure aufgeführt).
Die untenstehenden Listen enthalten nicht alle direkt beteiligten Personen. Bevor beispielsweise Alexander Podrabinek in den späten 1970er Jahren selbst Gegenstand der Berichte der Chronik wurde, als er vor Gericht gestellt und ins Exil geschickt wurde, war er zwei Jahre lang als mitwirkender Redakteur tätig und für die Sammlung und Sichtung von Berichten über die Inhaftierten in psychiatrischen Kliniken verantwortlich. Die Identität einiger Redakteure bleibt unbekannt. Ebenfalls in keiner der beiden Listen aufgeführt sind die vielen Personen, die Informationen und Berichte zur Chronik beigesteuert haben oder für die Verteilung von Samisdat einschließlich der Chronik verurteilt wurden.
Hauptredakteure
| Ausgabe                                               | Redaktion             | Kommentare                                                                              |
| ----------------------------------------------------- | --------------------- | --------------------------------------------------------------------------------------- |
| 1–10 (Apr. 1968 bis Okt. 1969)                        | Natalja Gorbanewskaja | 3 Jahre Haft in zwangspsychiatrischer Anstalt (1970–72); 1975 emigriert nach Frankreich |
| 11 (Dez. 1969)                                        | Galina Gabai          | Von ihrem Stelle an der Taubenschule entlassen                                          |
| 12 (Feb. 1970)                                        | Jelena Smorgunowa     |                                                                                         |
| 12 (Feb. 1970)                                        | Juli Kim              |                                                                                         |
| 11–27 (Dez. 1969 bis Okt. 1972)                       | Anatoli Jakobson      | 1973 emigriert nach Israel                                                              |
| 28–30 (Mai 1974)                                      | Tatjana Chodorowitsch | 1977 emigriert nach Frankreich                                                          |
| 28–30; 32–33 (Mai 1974; Jul. 1974 bis Dez. 1974)      | Sergei Kowaljow       | 7 Jahre Arbeitslager, 3 Jahre internes Exil (1975–85)                                   |
| 28–30; 32–53 (Mai 1974; Jul. 1974 bis Aug. 1979)      | Tatjana Welikanowa    | 4 Jahre Arbeitslager, 5 Jahre internes Exil (1980–88)                                   |
| 31; 54–55 (Mai 1974; Nov.–Dez. 1979)                  | Alexander Lavut       | 3 Jahre Arbeitslager, 3 Jahre internes Exil (1980–86)                                   |
| 56–58; 60–64 (Apr–Nov. 1980; Dez. 1980 bis Jun. 1982) | Juri Schichanowitsch  | 5 Jahre Arbeitslager, 5 Jahre internes Exil (1983–87)                                   |

Mitwirkende Redakteure

Die Menschenrechtsorganisation Memorial führt folgende weitere Redakteure an:
- Ljudmila Michailowna Alexejewa
- Svetlana Feliksovna Artsimovich
- Vyacheslav Ivanovich Bakhmin – 10 Monate Haft[c 21]
- Irina Mikhaylovna Belogorodskaya – 10 Monate Haft[c 22]
- Leonid Iosifovich Blekher
- Larissa Iossifowna Bogoras
- Anna Ivanovna Bryksina (geb. Kaleda)
- Waleri Nikolajewitsch Tschalidse
- Aleksandr Yul'evich Daniel'
- Nadezhda Pavlovna Emel'kina (Yemelkina) – 5 Jahre internes Exil[c 23]
- Georgiy Isaakovich Efremov (Yuriy Zbarskiy)
- Efim Maksimovich Epshteyn (Yefim Epstein)[32]
- Ilja Jankelewitsch Gabai – 3 Jahre Arbeitslager[c 24]
- Yuriy Alekseevich Gastev
- Mark Gdal'evich Gel'shteyn
- Yuriy Yakovlevich Gerchuk
- Aleksandr Borisovich Gribanov
- Wjatscheslaw Wladimirowitsch Igrunow – 2 Jahre Haft und psychiatrische Inhaftierung[c 25]
- Sergey Glebovich Kaleda
- Lyudmila Vladimirovna Kardasevich
- Iwan Sergejewitsch Kowaljow – 5 Jahre Arbeitslager, 5 Jahre internes Exil[c 26]
- Elena Alekseevna Kostyorina (Kosterina)
- Natal'ya Andreevna Kravchenko
- Viktor Krasin – 1 Jahr Arbeitslager, 3 Jahre internes Exil[c 27]
- Malwa Nojewna Landa – 5 Jahre internes Exil[c 28]
- Vera Iosifovna Lashkova
- Nina Petrovna Lisovskaya
- Pawel Michailowitsch Litwinow
- Kronid Arkadjewitsch Ljubarskij – 5 Jahre Arbeitslager[c 29]
- Irina Rodionovna Maksimova
- Margarita Borisovna Nabokova
- Tatjana Semjonowna Osipowa – 5 Jahre Arbeitslager, 5 Jahre internes Exil[c 30]
- Lyudmila Vladimirovna Polikovskaya
- Arkadiy Abramovich Polishchuk
- Ivan Vladimirovich Rudakov
- Elena Sergeevna Semeka
- Alexej Olegowitsch Smirnow – 6 Jahre Arbeitslager, 4 Jahre internes Exil[c 31]
- Boris Isajewitsch Smuschkewitsch
- Gabriel Gavrilowitsch Superfin – 5 Jahre Arbeitslager, 2 Jahre internes Exil[c 32]
- Lev Isaevich Tanengol'ts
- Tserina L'vovna Tanengol'ts
- Yulius Zinov'evich Telesin
- Vladimir Solomonovich Tol'ts
- Andrey Kimovich Tsaturyan
- Leonid Davidovich Vul'
- Irina Petrovna Yakir
- Pjotr Ionowitsch Jakir – 1 Jahr Arbeitslager, 3 Jahre internes Exil[c 27]
- Efrem Vladimirovich Yankelevich
- Vera Khasanovna Zelendinova

## Inhalt, Aufbau und Stil
Die Chronik strebte nach maximaler Präzision und Vollständigkeit der Informationen und zeichnete sich durch einen sachlichen und zurückhaltenden Stil aus. Ausgabe 5 brachte dieses Anliegen zum Ausdruck::55

„Die Chronik bemüht sich stark um einen ruhigen, zurückhaltenden Ton. Leider rufen die Gegenstände, mit denen sich die Chronik befasst, emotionale Reaktionen hervor, und diese wirken sich automatisch auf den Ton des Textes aus. Die Chronik bemüht sich nach Kräften, ihren streng sachlichen Stil so weit wie möglich beizubehalten, kann aber keinen vollen Erfolg garantieren. Die Chronik versucht, keine Werturteile zu fällen — entweder, indem sie diese überhaupt nicht abgibt, oder indem sie sich auf Urteile in Samisdat-Dokumenten bezieht.“

Jede Ausgabe der Chronik bestand grob aus zwei Teilen. Der erste Teil enthielt eine detaillierte Darstellung der nach Meinung der Verfasser wichtigsten Ereignisse seit der letzten Ausgabe. Der zweite Teil bestand aus einer Reihe von regelmäßigen Überschriften: „Verhaftungen, Durchsuchungen, Verhöre“, „Außergerichtliche Verfolgung“, „In Gefängnissen und Lagern“, „Samisdat-Neuigkeiten“, „Kurznachrichten“, „Korrekturen und Ergänzungen“.
Im Laufe der Zeit wurde die Anzahl der Überschriften erweitert, da die Autoren auf neue Themen aufmerksam wurden. Die Überschrift „Verfolgung von Gläubigen“ erschien bald, ebenso wie „Verfolgung der Krimtataren“ und „Repressive Maßnahmen in der Ukraine“. Anfang 1972 wurde die Kategorie „Verfolgung von Gläubigen in Litauen“ hinzugefügt, die Mitte desselben Jahres geändert und zu dem neuen, allgemeineren Abschnitt „Ereignisse in Litauen“ erweitert wurde. Diese regelmäßigen Abschnitte erschienen immer dann, wenn es in ihnen Neuigkeiten zu berichten gab.
In späteren Ausgaben enthielt die Chronik auch Zusammenfassungen anderer Samisdat-Bulletins, wie z. B. der Informationsbulletin der Dissidentenbürgergruppe Kommission zur Untersuchung des Einsatzes der Psychiatrie für politische Zwecke und der Dokumente der Moskauer Helsinki-Gruppe.:148

## Rolle in der Sowjetunion
Während der Zeit der Veröffentlichung der Chronik der laufenden Ereignisse (1968–1982) wurde ihr Konzept und ihr Ansatz von Dissidenten in anderen Teilen der UdSSR aufgegriffen. In den frühen 1970er Jahren folgte man dem Beispiel der Chronik in der Ukraine (Ukrainsky visnyk, 1970–1975) und in Litauen (Chronik der katholischen Kirche in Litauen, 1972–1989).
Eine zeitgenössische Samisdat-Publikation, die sich in ähnlicher Weise mit Protest und Dissens befasste, war Bulletin V (Бюллетень В). Dieser erschien in den späten 1970er Jahren, zunächst mit einer eingeschränkten Liste von Empfängern. Er wurde vier Jahre lang (1980–1983) herausgegeben und legte größeren Wert auf die Schnelligkeit der Veröffentlichung, indem er versuchte, alle zwei Wochen, wenn nicht sogar wöchentlich zu erscheinen,  und in erster Linie als Informationsquelle für andere Publikationen zu dienen.
Fünf Jahre nach dem Ableben der Chronik der aktuellen Ereignisse wurde die Tradition der Untergrund-Menschenrechtszeitschriften im zweiten Jahr von Gorbatschows „Glasnost“ und Perestroika wiederbelebt. Nach seiner Rückkehr 1987 aus dem Exil im sowjetischen Fernen Osten gründete Alexander Podrabinek die Wochenzeitung Express-Chronik; gleichzeitig gründete Sergej Grigorjants die Zeitschrift „Glasnost“ und wurde ihr Chefredakteur. Keine dieser beiden Publikationen beantragte oder erhielt eine offizielle Genehmigung für ihre Tätigkeit.

## Publikationen im Ausland mit Bezug zurChronik

### A Chronicle of Human Rights in the USSR(New York, 1973–1982)
Die „Chronik“ wurde im Ausland nachgedruckt. Nachdrucke wurden zurück in die Sowjetunion gebracht und viele Materialien über westliche Radiostationen verbreitet, die wichtigste Rolle bei der gesellschaftlichen Konsolidierung der Bewegung im Umfeld der „Chronik“ blieb jedoch die Verbreitung im Samisdat.
Während der Unterbrechung, die den Moskauer Redakteuren 1972 und 1973 durch „Verfahren Nr. 24“ aufgezwungen wurde, begann in New York ein Ableger der Chronik der laufenden Ereignisse mit der Veröffentlichung. Herausgegeben wurde sie von Waleri Tschalidse, Physiker, Gründer und Chefredakteur der Moskauer Zeitschrift „Soziale Fragen“ und ein prominenter sowjetischer Dissident. Tschalidse wurde 1972 während einer von der Regierung genehmigten Vortragsreise in den USA die sowjetische Staatsbürgerschaft entzogen. Im Frühjahr 1973 begann Tschalidse mit der finanziellen Unterstützung des amerikanischen Publizisten Edward Klein mit der Herausgabe von A Chronicle of Human Rights in the USSR (Chronik der Menschenrechte in der UdSSR).
Der Redaktionsausschuss bestand aus Waleri Tschalidse, Edward Klein und Pawel Litwinow, mit Peter Reddaway als Korrespondent in London. Obwohl der Inhalt der A Chronicle of Human Rights in the USSR wie der der Chronik der laufenden Ereignisse aufgebaut war und ihren Stil und Ton übernahm, enthielt sie zahlreiche thematische Artikel, die nicht in der Moskauer Chronik der laufenden Ereignisse erschienen. Diese wurden von Tschalidse und anderen beigetragen.

### Kurznachrichten UdSSR: Menschenrechte(München, 1978–1991)
Kurznachrichten UdSSR: Menschenrechte („Вести из СССР - права человека“), erschien auf Russisch vierzehntäglich in München. Sie ging aus der Samisdat-Tradition der Chronik hervor, verfolgte aber ein anderes Modell. Zudem diente die Zeitschrift dazu, Menschenrechtsverletzungen weiter zu dokumentieren, nachdem die Chronik 1983 gezwungen wurde, ihre Aktivitäten einzustellen.
In einer Ansprache des Herausgebers an die Leser im November 1978 wurden die Ziele der neuen Zeitschrift klar formuliert: 1. alle vierzehn Tage unverzüglich über gefährdete Personen zu informieren; 2. die interessanten, aber unwesentlichen Berichte über neue Samisdat-Publikationen, die zu einem regelmäßigen Bestandteil der Moskauer Chronik geworden waren, nicht mehr mitzuführen; und 3. eine häufig aktualisierte Liste politischer Gefangener zu führen.
Kurznachrichten UdSSR wurde von Kronid Ljubarskij (1934–1996) gegründet, zusammengestellt und herausgegeben. Ljubarskij war von Beruf Astrophysiker, ehemaliger beitragender Herausgeber der Moskauer Chronik, sowie während seiner Zeit im Arbeitslager verantwortlich für die Einführung des jährlichen Tages des politischen Gefangenen in der UdSSR (30. Oktober).
Die letzte Ausgabe der Kurznachrichten UdSSR erschien im Dezember 1991. Anfang der 1990er Jahre kehrte Ljubarski nach Russland zurück, um dort zu leben und zu arbeiten.

## Übersetzungen derChronik
Die Ausgaben der Chronik gelangten in das Ausland und wurden bis auf zwei in das Englische übersetzt. Ausgaben 1–15 erschienen in Buchform, übersetzt und herausgegeben von Peter Reddaway. Die Übersetzungen der Ausgaben 16–64 wurden zu der Zeit ihres Erscheinens von Amnesty International übersetzt und herausgegeben. Seit Herbst 2015 existiert eine Website, auf der all diese Übersetzungen zum ersten Mal zusammengeführt werden.

## Nach dem Fall der Sowjetunion
Das Beispiel und die Standards der Chronik der aktuellen Ereignisse beeinflussen weiterhin Aktivisten im postsowjetischen Russland.
Die Chronik wird von den Gründern des Medienprojekts OVD-Info als Inspiration angegeben. Das Projekt entstand als Antwort auf die Verhaftungen während der Proteste nach den russischen Parlamentswahlen 2011. In Zusammenarbeit mit der Menschenrechtsorganisation Memorial befasst es sich mit dem „Monitoring staatlicher Gewalt“. Heute sammelt und verbreitet das Projekt Informationen über Verletzungen der Menschenrechte und der Meinungsfreiheit in Russland, wobei es zur Klassifikation und Analyse dieselben grundlegenden Konzepte und Kategorien verwendet (politische Gefangene, außergerichtliche Schikanen, Polizeigewalt, Versammlungs- und Protestfreiheit), wie sie von der ursprünglichen Samisdat-Zeitschrift entwickelt wurden.
Im Jahr 2015 erschien im Internet eine russische Website mit dem Titel Eine neue Chronik der aktuellen Ereignisse. Einer ihrer Gründer, der ehemalige sowjetische Dissident Victor Davydoff, verwies auf frühere Erfahrungen von Dissidenten in der UdSSR. Die Website der Neuen Chronik veröffentlichte eine Liste von 217 politischen Gefangenen in Russland mit Stand August 2015: Oppositionspolitiker, Umweltaktivisten, Menschenrechtsaktivisten, Blogger und religiöse Gläubige.